# إدغار رولاندو أوليفاريس
إدغار رولاندو أوليفاريس بورغوا (بالإسبانية: Edgar Rolando Olivares Burgoa)‏ (مواليد 26 يناير 1977 في كوتشابامبا) لاعب كرة قدم بوليفي دولي يجيد اللعب في خط الوسط . يلعب حاليا لصالح نادي خورخي فيلسترمان البوليفي منذ 2010 .

## روابط خارجية
- إدغار رولاندو أوليفاريس على موقع الاتحاد الدولي (مؤرشف)  (الإنجليزية)
- إدغار رولاندو أوليفاريس على موقع قاعدة بيانات كرة القدم.إي يو (الإنجليزية)
- إدغار رولاندو أوليفاريس على موقع ناشيونال فوتبول تيمز (الإنجليزية)
- إدغار رولاندو أوليفاريس على موقع Soccerway.com (الإنجليزية)